# Meat Loaf
Michael Lee Aday (n. 27 septembrie 1947, Dallas, Texas, SUA – d. 20 ianuarie 2022, Tennessee, SUA), cunoscut mai bine sub numele de scenă Meat Loaf, a fost un cântăreț de rock și actor american. Este renumit pentru albumele Bat Out of Hell I, II, și III și cântecele faimoase din filme cât și apariția în anumite pelicule cinematografice, printre care și Fight Club.

## Turnee
- Bat Out of Hell Tour (1977 - 1979)
- Dead Ringer Tour (1981 - 1982)
- Midnight at the Lost and Found Tour (1983)
- Bad Attitude Tour (1984 - 1986)
- 20/20 World Tour (1987)
- Lost Boys and Golden Girls World Tour (1988)
- 1989-1992 Tour (1989 - 1992)
- Everything Louder Tour (1993 - 1994)
- Born to Rock Tour (1995 - 1997)
- The Very Best of World Tour (1998 - 1999)
- The Storytellers Tour (1999 - 2000)
- ATLANTIC CITY GIGS (2001)
- Night of the Proms (2001)
- Just Having Fun with Friends Tour (2002 - 2003)
- The Last World Tour (2003 - 2004)
- Hair of the Dog Tour (2005)
- Bases Are Loaded Tour (2006)
- Seize the Night Tour / Three Bats Live Tour (2007)
- Casa De Carne Tour (2008)
- Hang Cool Tour (2010 - 2011)
- Guilty Pleasure Tour (2011)
- Mad Mad World Tour (2012)
- Last at Bat Farewell Tour (2013)
- Rocktellz & Cocktails (2013 - 2014)
- Live in Concert Tour (2015 - 2016)
- Braver Than We Are Tour (2017)

## Discografie
- Stoney & Meatloaf (1971)
- Bat Out of Hell (1977)
- Dead Ringer (1981)
- Midnight at the Lost and Found (1983)
- Bad Attitude (1984)
- Blind Before I Stop (1986)
- Bat Out of Hell II: Back into Hell (1993)
- Welcome to the Neighbourhood (1995)
- Couldn't Have Said It Better (2003)
- Bat Out of Hell III: The Monster Is Loose (2006)
- Hang Cool Teddy Bear (2010)
- Hell in a Handbasket (2011)
- Braver Than We Are (2016)

## Filmografie

### Film
| An   | Titlu                              | Rol                            |
| ---- | ---------------------------------- | ------------------------------ |
| 1975 | The Rocky Horror Picture Show      | Eddie                          |
| 1979 | Americathon                        | Roy Budnitz                    |
| 1979 | Scavenger Hunt                     | Scum                           |
| 1980 | Roadie                             | Travis W. Redfish              |
| 1981 | Dead Ringer                        | Meat Loaf / Marvin             |
| 1986 | Out of Bounds                      | Gil                            |
| 1986 | The Squeeze                        | Titus                          |
| 1991 | Motorama                           | Vern                           |
| 1992 | Wayne's World                      | Tiny                           |
| 1992 | Leap of Faith                      | Hoover                         |
| 1993 | To Catch a Yeti                    | Big Jake Grizzly               |
| 1997 | Spiceworld: The Movie              | Dennis                         |
| 1998 | Black Dog                          | Red                            |
| 1998 | Outside Ozona                      | Floyd Bibbs                    |
| 1998 | The Mighty                         | Iggy Lee                       |
| 1999 | Crazy in Alabama                   | Sheriff John Doggett           |
| 1999 | Fight Club                         | Robert "Bob" Paulson           |
| 2000 | Blacktop                           | Jack                           |
| 2001 | Trapped (TV Movie)                 | Jim Hankins                    |
| 2001 | The Ballad of Lucy Whipple         | Amos "Rattlesnake Jake" Frogge |
| 2001 | Face to Face                       | Driver                         |
| 2001 | Rustin                             | Coach Trellingsby              |
| 2001 | Focus                              | Fred                           |
| 2002 | The 51st State                     | The Lizard                     |
| 2002 | Wishcraft                          | Detective Sparky Shaw          |
| 2002 | The Salton Sea                     | Bo                             |
| 2004 | A Hole in One                      | Billy                          |
| 2005 | BloodRayne                         | Leonid                         |
| 2005 | The Pleasure Drivers               | Dale                           |
| 2005 | Crazylove                          | John                           |
| 2006 | Tenacious D in The Pick of Destiny | Jack Black's father            |
| 2007 | History Rocks                      | Himself                        |
| 2008 | Meat Loaf: In Search of Paradise   | Himself                        |
| 2009 | Tiger Force Forever: Unleashed     |                                |
| 2009 | Citizen Jane                       | Detective Jack Morris          |
| 2010 | Burning Bright                     | Howie                          |
| 2010 | Beautiful Boy                      | Motel manager                  |
| 2011 | Absolute Killers                   | Dan                            |
| 2013 | The Moment                         | Sgt. Goodman                   |
| 2014 | Stage Fright                       | Roger McCall                   |
| 2014 | Wishin' and 'Hopin'                | Monsignor Muldoon              |

### Televiziune
| An   | Titlu                               | Rol                       | Note                                     |
| ---- | ----------------------------------- | ------------------------- | ---------------------------------------- |
| 1978 | Saturday Night Live                 | Musical guest             | Guest host Christopher Lee 03/25/78      |
| 1981 | Saturday Night Live                 | Musical guest             | Guest host Tim Curry 12/05/81            |
| 1981 | Strike Force                        | Adams Family 1971         | Episodul: "MIA"                          |
| 1985 | The Equalizer                       |                           | Episodul: "Bump and Run"                 |
| 1992 | Tales from the Crypt                |                           | Episodul: "What's Cookin'?"              |
| 1997 | The Dead Man's Gun                  |                           | Episodul: "The Mail Order Bride"         |
| 1997 | Nash Bridges                        |                           | Episodul: "Wild Card"                    |
| 1998 | South Park                          | Himself                   | Episodul: "Chef Aid"                     |
| 2000 | The Outer Limits                    | CSA Colonel Angus Devine  | Episode: "Gettysburg"                    |
| 2006 | Masters of Horror                   | Jake Feldman              | Episode: "Pelts"                         |
| 2007 | Dick Clark's New Year's Rockin' Eve |                           |                                          |
| 2007 | Private Sessions                    |                           |                                          |
| 2007 | Go-Phone commercial                 | Singing father            |                                          |
| 2008 | The F Word                          | Himself                   |                                          |
| 2009 | Hannity                             | Himself                   | Panel member                             |
| 2009 | Tiger Force Forever: Unleashed      |                           |                                          |
| 2009 | Masters of Horror                   | Jake                      | Episode: "Pelts"                         |
| 2009 | House                               | Eddie                     | Episode: "Simple Explanation"            |
| 2009 | Bookaboo                            |                           |                                          |
| 2009 | Don't Forget the Lyrics             | Himself                   |                                          |
| 2009 | Ghost Hunters                       | Himself                   | Episode: "Bat Out of Hell"               |
| 2009 | Monk                                | Reverend Hadley Jorgensen | Episode: "Mr. Monk and the Voodoo Curse" |
| 2010 | Popstar to Operastar                | Himself                   | Judge                                    |
| 2010 | WWE Raw                             | Himself                   |                                          |
| 2010 | Glee                                | Barry Jeffries            | Episode: "The Rocky Horror Glee Show"    |
| 2010 | Ghost Hunters                       | Himself                   | Episode: "Sloss Furnaces"                |
| 2010 | This Week                           | Himself                   |                                          |
| 2011 | The Celebrity Apprentice            | Himself                   |                                          |
| 2012 | Fairly Legal                        | Charlie DeKay             | Episode: "Kiss Me, Kate"                 |
| 2017 | Elementary                          | Herman Wolf               | Episode: "The Ballad of Lady Frances"    |
| 2017 | Ghost Wars                          | Doug Rennie               | Main Role                                |

## Legături externe
- Site web oficial
- Meat Loaf la AllMusic
- Meat Loaf la Internet Movie Database
- en Meat Loaf la Internet Broadway Database
- Meat Loaf Arhivat în 23 noiembrie 2015, la Wayback Machine. at the Internet Off-Broadway Database
- Meat Loaf talks about meeting John Lennon, new album 'Hang Cool Teddy Bear' and more on New Zealand's The Rock radio station
- Behind The Music: Meat Loaf on VH1classic.com Arhivat în 4 septembrie 2015, la Wayback Machine.

  Materiale media legate de Meat Loaf la Wikimedia Commons